# Зелена лозова змия
Зелените лозови змии (Ahaetulla nasuta) са вид влечуги от семейство Смокообразни (Colubridae).
Разпространени са в Южна Азия и западните части на Югоизточна Азия.
Таксонът е описан за пръв път от френския зоолог Бернар Жермен дьо Ласепед през 1789 година.